# Anthohebella darwinensis
Anthohebella darwinensis is een hydroïdpoliep uit de familie Hebellidae. De poliep komt uit het geslacht Anthohebella. Anthohebella darwinensis werd in 2000 voor het eerst wetenschappelijk beschreven door Watson. 